# Stadion FK Budućnost Dobanovci
Stadion FK Budućnost Dobanovci – stadion piłkarski w Dobanovci, w Serbii. Obiekt może pomieścić 1000 widzów. Swoje spotkania rozgrywają na nim piłkarze klubu FK Budućnost Dobanovci.